# Bergischer Kräher

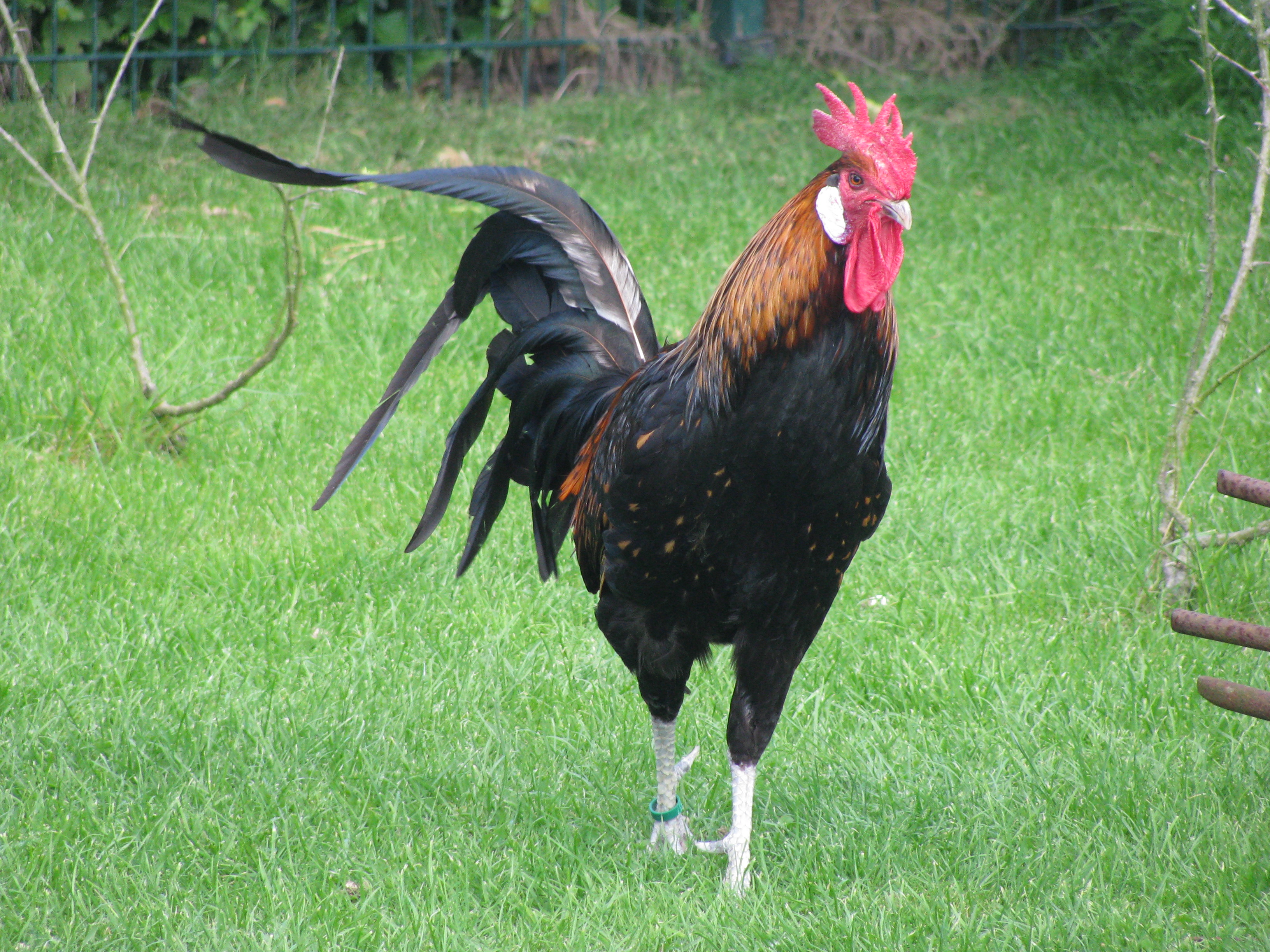
Hane

Bergischer Kräher är en gammal hönsras som härrör från den tidigare tyska hertigdömet Berg (idag: "Bergisches Land").

## Egenskaper
Tuppen väger 3,0-3,5 kg och höna väger 2,0-2,5 kg. De lägger årligen 150 vita ägg på 50 gram vardera. Rasen finns också i dvärgform. Typiskt kan tuppens melodiska och långa galna vara upp till 15 sekunder.

## Färgvariationer
- Guld
- Silver (inte officiellt erkänd)